# Jean Hermanson
Jean Per Olof Hermanson, född 27 juni 1938 i Norrahammar, död 9 augusti 2012 i Malmö, var en svensk fotograf. Han anges som en av Sveriges stora arbetarskildrare.

## Biografi
Jean Hermanson växte upp i en gjutarfamilj i bruksorten Norrahammar i nuvarande Jönköpings kommun. Han flyttade vid 18 års ålder till Stockholm och utbildade sig till fotograf på Ateljé Welinder.  
I slutet av 1960-talet reste han runt i Sverige och fotograferade byggnadsarbetares arbete och liv, vilket 1969 resulterade i boken Byggnadsarbetare.
Under 1970-talet gjorde han ett antal resor  till Spanien med Jens Nordenhök, till Guinea-Bissau 1971 med Anders Ehnmark, och senare till Vietnam, Irland och Elfenbenskusten.
På 1980-talet började han filma och gjorde dokumentärfilmer om nedläggningen av Öresundsvarvet i Landskrona och Kockums i Malmö. Han fick stor uppmärksamhet för dokumentärfilmen Arbetets döttrar från 1986, som behandlade kvinnliga arbetares slit på Abbas fiskrensningsfabrik i Göteborg samt i Malmö Strumpfabrik. Hans sista film, som han gjorde 2001, handlar om slakteriarbetare i Sverige.
Landskrona Foto köpte 2014 Jean Hermansons efterlämnade samling av 250 000 negativ och tusentals fotokopior. Fotografen Nils Petter Löfstedt publicerade 2017 dokumentärfilmen Himlens mörkrum om bildarkivet. Filmen nominerades till Guldbaggen för "Bästa dokumentärfilm".
År 2020 kom dokumentärfilmen Himlens mörkrum - bilder ur arkivet, som baserat på Hermansons bilder presenterar 10 bilder, 10 berättelser från 10 fabriker i Sverige. Filmen beskrevs som "en varm och angelägen resa genom Sverige där vi möter människorna som varit med och format vårt land". 
Hermanson är gravsatt på Gamla kyrkogården i Malmö.

## Filmografi
- 1983 – Den sista båten[8] (regi, producent)
- 1986 – Arbetets döttrar - kvinnor i två fabriker[9] (manus, regi)
- 1990 – Gjutarna[10] (manus, regi)
- 2001 – Yrke: slaktare[11] (regi)

### Postumt
- 2017 – Himlens mörkrum[12]
- 2020 – Himlens mörkrum - bilder ur arkivet[13]